# Campionati europei di canoa slalom 2008
I Campionati europei di canoa slalom 2008 sono stati la 9ª edizione della competizione continentale. Si sono svolti a Cracovia, in Polonia, dall'8 all'11 maggio 2008.
L'evento è servito anche come qualificazione europea per le Olimpiadi estive 2008 a Pechino.

## Medagliere
| Pos.   | Paese         | Oro | Argento | Bronzo | Totale |
| ------ | ------------- | --- | ------- | ------ | ------ |
| 1      | Slovacchia    | 3   | 2       | 2      | 7      |
| 2      | Germania      | 2   | 0       | 2      | 4      |
| 3      | Rep. Ceca     | 1   | 2       | 1      | 4      |
| 4      | Polonia       | 1   | 2       | 0      | 3      |
| 5      | Gran Bretagna | 1   | 0       | 1      | 2      |
| 6      | Italia        | 0   | 2       | 1      | 3      |
| 7      | Svizzera      | 0   | 0       | 1      | 1      |
| Totale | Totale        | 8   | 8       | 8      | 24     |

## Podi

### Uomini
| Evento              | Oro                                                                                        | Punti  | Argento | Punti  | Bronzo | Punti  |
| Canoa C-1           | Michal Martikán                                                                            | 186,91 | Stanislav Ježek                                                                                             | 187,89 | Alexander Slafkovský                                                                                         | 189,73 |
| Canoa C-1 a squadre | Slovacchia Michal Martikán Alexander Slafkovský Matej Beňuš                                | 214,81 | Polonia Krzysztof Bieryt Grzegorz Kiljanek Dawid Bartos                                                     | 218,56 | Germania Christian Bahmann Lukas Hoffmann Nico Bettge                                                        | 222,78 |
| Canoa C-2           | Slovacchia Pavol Hochschorner Peter Hochschorner                                           | 198,76 | Slovacchia Ladislav Škantár Peter Škantár                                                                   | 207,00 | Italia Andrea Benetti Erik Masoero                                                                           | 207,23 |
| Canoa C-2 a squadre | Germania Marcus Becker / Stefan Henze Kay Simon / Robby Simon David Schröder / Frank Henze | 251,09 | Polonia Marcin Pochwała / Paweł Sarna Dominik Węglarz / Dawid Dobrowolski Dariusz Wrzosek / Jarosław Miczek | 254,95 | Slovacchia Pavol Hochschorner / Peter Hochschorner Ladislav Škantár / Peter Škantár Tomáš Kučera / Ján Bátik | 257,75 |
| Kayak K-1           | Campbell Walsh                                                                             | 181,63 | Daniele Molmenti                                                                                            | 181,76 | Fabian Dörfler                                                                                               | 182,41 |
| Kayak K-1 a squadre | Polonia Dariusz Popiela Grzegorz Polaczyk Mateusz Polaczyk                                 | 204,76 | Italia Diego Paolini Daniele Molmenti Luca Costa                                                            | 207,28 | Svizzera Michael Kurt Mathias Röthenmund Moritz Lüscher                                                      | 209,11 |

### Donne
| Evento              | Oro                                                  | Punti  | Argento                                                    | Punti  | Bronzo                                                     | Punti  |
| Kayak K-1           | Štěpánka Hilgertová                                  | 200,89 | Marie Řihošková                                            | 201,50 | Irena Pavelková                                            | 203,97 |
| Kayak K-1 a squadre | Germania Claudia Bär Mandy Planert Jasmin Schornberg | 230,62 | Slovacchia Jana Dukátová Elena Kaliská Gabriela Stacherová | 236,59 | Gran Bretagna Fiona Pennie Louise Donington Laura Blakeman | 253,44 |